# Danny Antonucci
Daniel Edward „Danny” Antonucci (ur. 27 lutego 1957 w Toronto) – kanadyjski animator, twórca kreskówki Ed, Edd i Eddy.
Ma żonę i dwójkę dzieci: Tex’a i Marlowe. Z pochodzenia jest Włochem. Tworzenie Edów porównuje do techniki z lat 30. XX wieku. Już jako dziecko zainteresował się komiksami i spędzał dużo czasu na ich rysowaniu. Emigracja miała wpływ na jego późniejsze prace. Jest właścicielem studia a.k.a. Cartoon. Bohaterem, z którym się utożsamia (jako odpowiednikiem samego siebie w dzieciństwie), jest Rolf (także emigrant).

## Filmografia
- The Adventures Of Barfman (1971) (reżyser, scenarzysta, kompozytor)
- Richie Rich (1980) (animator)
- Heavy Metal (1981) (animator)
- Smerfy (1981) (animator)
- Flintstonowie (1981–1983) (animator)
- Scooby i Scrappy Doo (1979–1981) (animator)
- International Rocketship Ltd (1984–1994) (animator krótkich filmów)
- Hooray For Sandbox Land (1984) (animator prowadzący)
- The Chipmunk Adventure (1987) (animator asystent)
- Lupo The Butcher (1987) (reżyser, scenarzysta, kompozytor)
- Mtv Ids (1989–1993) (animator prowadzący, reżyser)
- Getting There (1991) (animator)
- Dirty Deposits (1993) (animator)
- Lupos Nightmare (1995) (reżyser, scenarzysta, kompozytor)
- The Brothers Grunt (1994–1995) (twórca)
- Cartoon Sushi (1997) (animator)
- Ed, Edd i Eddy (1999–2009) (twórca)
- Ed, Edd i Eddy: Wielkie kino (2009) (producent, scenarzysta, reżyser)